# Frank Höpfel
Frank Höpfel (* 16. Dezember 1952 in Innsbruck) ist ein österreichischer Jurist, Hochschullehrer an der Universität Wien und ehemaliger Ad-litem-Richter am Internationalen Strafgerichtshof für das ehemalige Jugoslawien.

## Leben
Höpfel studierte Rechtswissenschaften an den Universitäten Innsbruck und Genf. Nach seinem Abschluss promovierte er 1974 in Innsbruck zum Dr. iur. Nach Forschungsaufenthalten an den Universitäten Cambridge und Tübingen nahm er im selben Jahr die Tätigkeit als wissenschaftlicher Assistent von Friedrich Nowakowski an dessen Innsbrucker Lehrstuhl auf. Unter dessen Betreuung habilitierte Höpfel sich 1987 mit einer strafprozessrechtlichen Schrift. Von 1990 bis 1994 war er ordentlicher Professor für Strafrecht und Strafprozessrecht an der Universität Innsbruck. 1994 wechselte er auf einen ordentlichen Lehrstuhl für Strafrecht und Strafprozessrecht am Institut für Strafrecht und Kriminologie der Universität Wien, den er seitdem innehat. Zudem war er mehrfach als Gastprofessor tätig, unter anderem an der St. Mary’s University School of Law in San Antonio, an der Universität Turku und der Universität Ljubljana (2002 und 2005).
Bis 2005 war Höpfel auch als Strafverteidiger an österreichischen Gerichten und am Europäischen Gerichtshof für Menschenrechte tätig. 2005 wurde er zum Ad-litem-Richter am Internationalen Strafgerichtshof für das ehemalige Jugoslawien gewählt, wo er bis 2008 tätig war.

## Werke (Auswahl)
Höpfels Forschungsschwerpunkte liegen vor allem in der Strafrechtsdogmatik, dem Sanktionensystem, der Prozessrechtsvergleichung sowie dem europäischen und internationalen Strafrecht.
- Staatsanwalt und Unschuldsvermutung. Die Grundlagen für die die Veranlassung eines Strafverfahrens nach österreichischem Recht. Orac, Wien 1988, ISBN 978-3-7015-4207-9 (Habilitationsschrift).
- Empfiehlt sich eine Ausgestaltung des strafrechtlichen Sanktionensystems? (= 10. ÖJT [Hrsg.]: Verhandlungen des Zehnten Österreichischen Juristentages. Band 1, Nr. 2). Manz, Wien 1988, ISBN 3-214-06445-2.
- Frank Höpfel, Werner Platzer, Konrad Spindler (Hrsg.): Der Mann im Eis. Bericht über das internationale Symposium 1992 in Innsbruck (= Veröffentlichungen der Universität Innsbruck. Band 187). 2. Auflage. Band 1. Römisch-Germanisches Zentralmuseum/Universität Innsbruck, Mainz/Innsbruck 1992, ISBN 3-901249-01-X.
- Egmont Foregger, Frank Höpfel: Wiener Kommentar zum Strafgesetzbuch. 2., vollst. neu bearb. Auflage. Manz, Wien 1999, ISBN 978-3-214-04452-7.
- Diethelm Kienapfel, Frank Höpfel, Robert Kert: Grundriss des österreichischen Strafrechts. Allgemeiner Teil. 15. Auflage. Manz, Wien 2016, ISBN 978-3-214-12197-6.
- Diethelm Kienapfel, Frank Höpfel, Robert Kert: Lernprogramm Strafrecht. Allgemeiner Teil. 16. Auflage. Manz, Wien 2020, ISBN 978-3-214-02058-3.